# Svatý Vavřinec

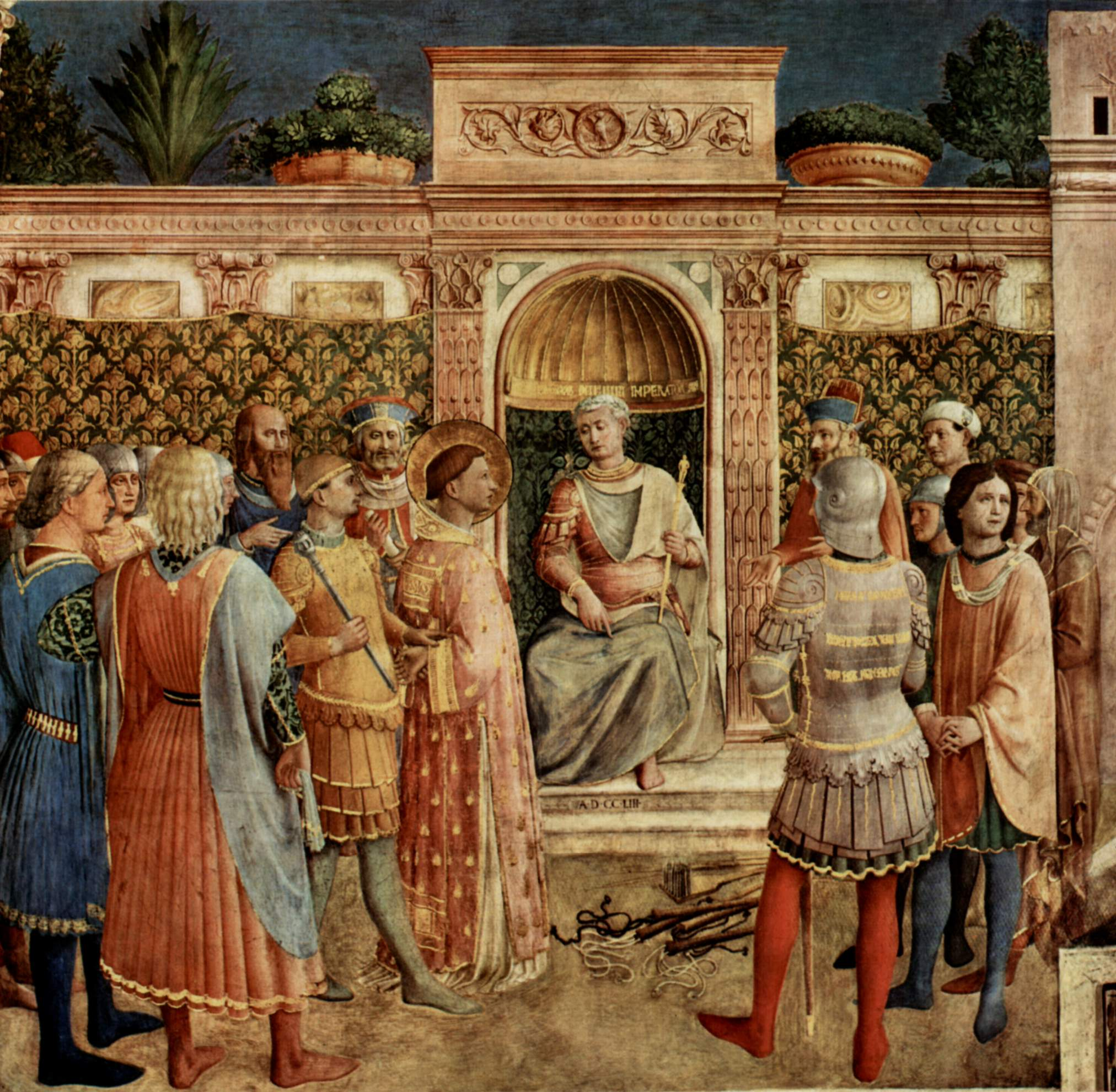
Fra Angelico, proces se svatým Vavřincem

Svatý Vavřinec (latinsky Laurentius) (kolem roku 230, Osca – 10. srpen 258, Řím) byl římský klerik, jeden ze sedmi diakonů, kteří byli umučeni při pronásledování křesťanů římským císařem Valerianem v roce 258.
Byl diakonem sv. Sixta II., který byl umučen krátce před ním. Po papežově smrti byl vyzván k vydání církevních pokladů, on je však namísto toho rozdal chudým, pro kteroužto vzpouru byl krutě umučen (zaživa upečen).
Za svatého jej považují katolíci, pravoslavní a některé větve anglikánů a luteránů. Katolická církev slaví jeho svátek 10. srpna.

## Historie
Svatý Vavřinec byl muž původem z města Huesca v tehdejší římské provincii Hispánie (dnešní Španělsko), který získal náboženské vzdělání od arcidiakona Sixta v Římě. Když se Sixtus v roce 257 stal papežem, Vavřinec byl ustanoven diakonem a stal se odpovědným za spravování chrámové pokladny a za péči o chudé. Díky této službě je považován za prvního archiváře a pokladníka katolické církve a stal se proto patronem archivářů a knihovníků.
Za perzekuce doby císaře Valeriána v roce 258 zemřelo velké množství kněží a biskupů, zatímco křesťané náležící ke členům senátu byli zbaveni majetku a vyhnáni. Svatý Sixtus II. byl jednou z prvních obětí pronásledování, 6. srpna 258 byl sťat. Legenda citovaná sv. Ambrožem říká, že Vavřinec následoval papeže na jeho cestě k popravě, kde údajně prohlásil „Kam jdeš, můj drahý otče, bez svého syna? Kam spěcháš, svatý knězi, bez svého diakona? Předtím jsi nikdy nepředstoupil před oltář bez svého služebníka, a nyní tak chceš učinit beze mne?“ Papež mu údajně odpověděl: „Do tří dnů mě budeš následovat.“
Svatý Vavřinec byl dle legendy umučen na železném roštu nad horkým uhlím. Během této tortury sv. Vavřinec křičí: „Z jedné strany jsem již opečený, pokud mě chcete mít dobře propečeného, je čas mě otočit na druhou stranu.“ Nebo se také traduje, že když císař Valerián přihlížel mučení sv. Vavřince, volal na něj Vavřinec z roštu „z této strany jsem již dost propečený, obrať mě tedy ještě na druhou stranu a uvěř!“
S. Ravik se ve své kompilační encyklopedii o svatých domnívá, že Vavřinec byl sťat, aniž by ovšem toto tvrzení doložil hodnověrným odkazem.

## „Bohatství“ sv. Vavřince
Po smrti papeže Sixta II. požadoval prefekt římský, aby mu Vavřinec vydal bohatství chrámu. Sv. Ambrož jako nejranější zdroj legendy o sv. Vavřinci píše, že Vavřinec požádal o tři dny, aby mohl shromáždit majetek chrámu. Sv. Vavřinec se snažil dát tolik majetku, kolik bylo jen možné, chudým, aby tak zabránil jeho získání prefektem. Třetího dne se dostavil před římského prefekta a ukázal mu to, co považoval za největší bohatství chrámu, a to chudé, zmrzačené, slepé a trpící. Jedna zpráva zaznamenává, že prohlásil: „Chrám je skutečně bohatý, mnohem bohatší než váš císař.“ Pro tento čin otevřeného odporu byl následně umučen jako jeden z nejhorších zločinců.

## Umučení

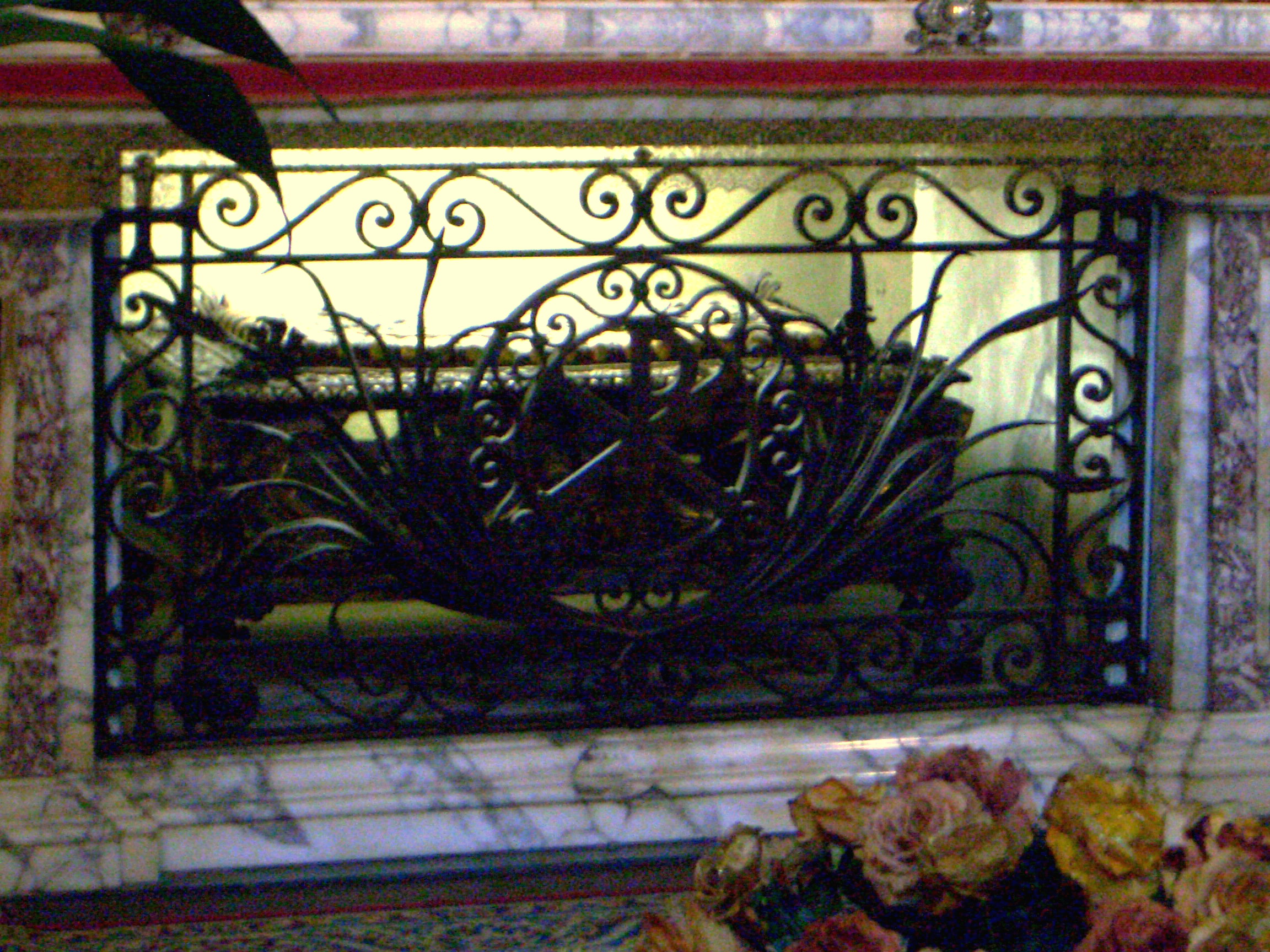
Oltář, který uchovává rošt, na kterém byl upečen k smrti sv. Vavřinec

Podle tradice byl sv. Vavřinec odsouzen na místě dnešního kostela San Lorenzo in Miranda, umučen na místě dnešního kostela San Lorenzo in Panisperna, a pohřben na Via Tuburtina v katakombách presbytery Hippolitem a Justinem. Protože byl podle legendy upálen či upečen k smrti, bývá zobrazován s roštem v ruce a oblečen v dalmatice.
Císař Konstantin I. nechal na památku umučení sv. Vavřince vybudovat malou modlitebnu. Papež sv. Damasus I. ji nechal přebudovat na kostel, nyní známý jako San Lorenzo fuori le Mura, zatímco na místě umučení vznikl kostel San Lorenzo in Panisperna. Rošt, na němž byl umučen, je umístěn v kostele San Lorenzo in Lucina.

## Uctívání

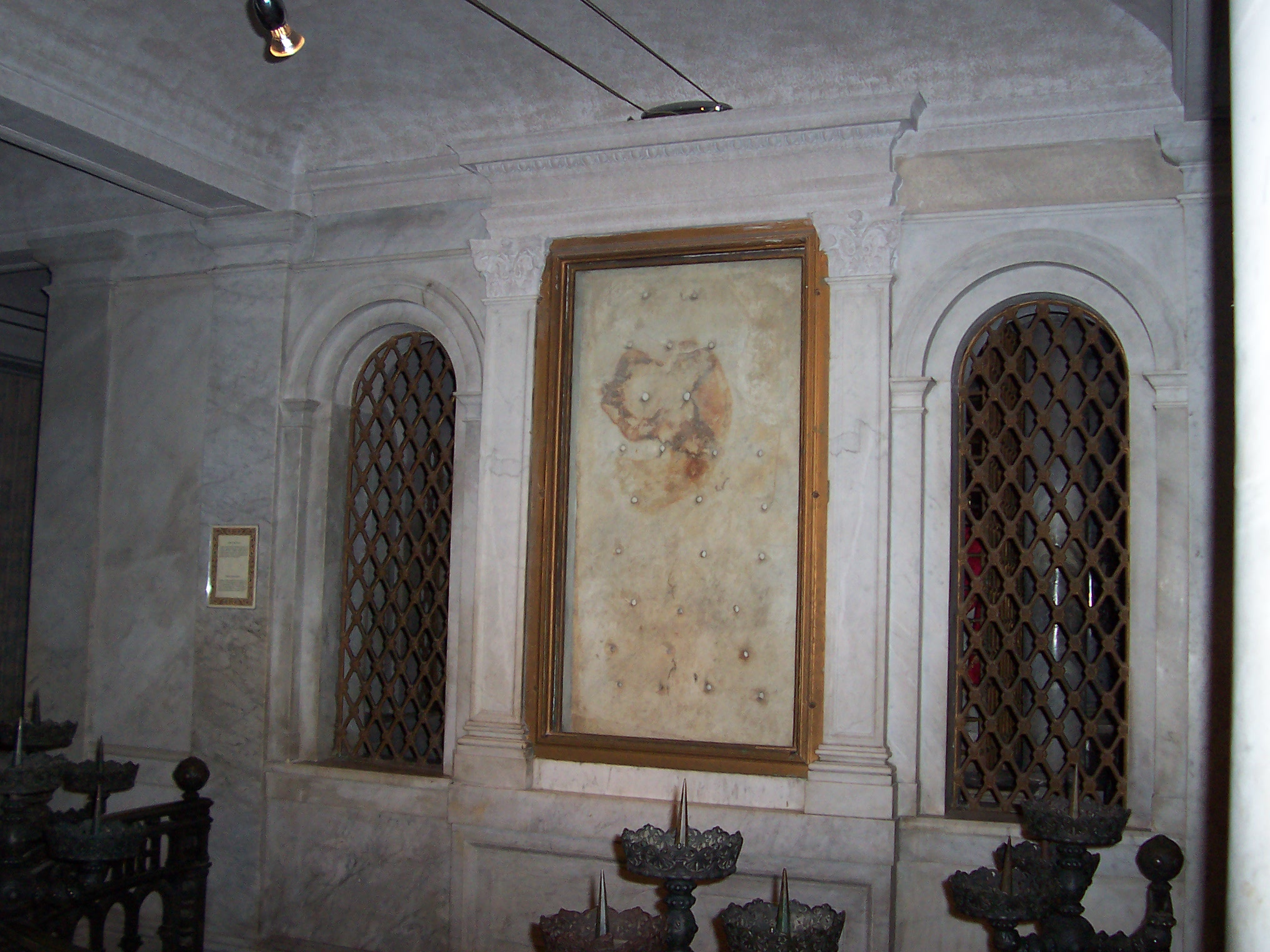
Kámen, na kterém po umučení leželo Vavřincovo tělo v San Lorenzo fuori le mura

Svatý Vavřinec je uctíván v římskokatolické církvi, pravoslavné církvi a anglo-katolické tradici (větvi anglikánství); hlavní kostel ve městě Sydney v Austrálii jej má jako svého patrona.
Svatovavřinecká legenda se rozšířila již během 4. století. Mnoho křesťanů drží sv. Vavřince v hluboké úctě. Starokatolická církev v České republice má katedrálu sv. Vavřince v Praze na Petříně.
Sv. Vavřinec je uctíván zejména v Římě, kde patří mezi městské patrony. V Římě je mu zasvěceno mnoho chrámů, dále například katedrály v Janově a v Trogiru. Je patronem knihovníků, archivářů, kuchařů a koželuhů. Je také patronem mnichů z Ampleforth College. Jeho svátek 10. srpna je slaven po celém katolickém světě.